# Desmos costatus
Desmos costatus là loài thực vật có hoa thuộc họ Na. Loài này được (Miq.) Merr. mô tả khoa học đầu tiên năm 1915.